# Lancia D50
Lancia D50 – samochód Formuły 1, zaprojektowany przez Vittorio Jano i skonstruowany przez Scuderia Lancia w 1954 roku. Jedyny samochód Lancii w Formule 1. Po wycofaniu Lancii przejęty przez Ferrari i przemianowany na Ferrari D50. Pojazd zawierał kilka innowacyjnych rozwiązań i wygrał łącznie pięć wyścigów, a Juan Manuel Fangio zdobył nim tytuł mistrza świata w roku 1956.

## Konstrukcja
Projektantem samochodu był Vittorio Jano. Jano wcześniej był odpowiedzialny między innymi za projekt zwycięskiej w roku 1950 Alfy Romeo 158. Prace nad D50 trwały długo i zastanawiano się, czy samochód kiedykolwiek wystartuje w Formule 1, ale doszło do tego, gdy Lancia z dziesięciomiesięcznym opóźnieniem zadebiutowała w Grand Prix Hiszpanii 1954.

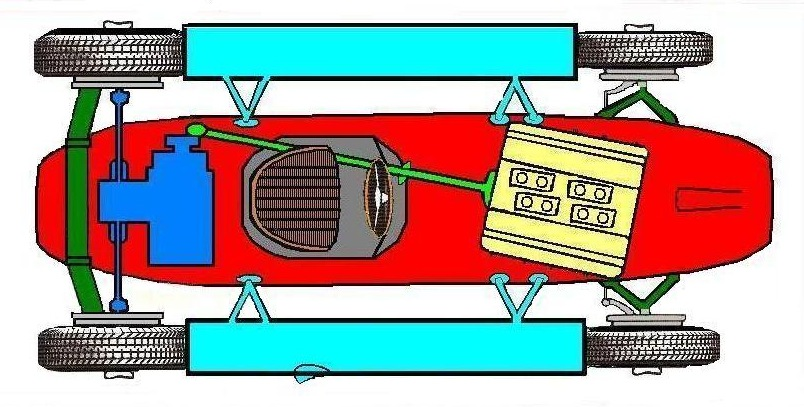
Schemat Lancii D50

Samochód różnił się od konkurentów pod wieloma względami. Zbiornik paliwa nie znajdował się za kokpitem, jak w innych samochodach: Jano umieścił dwa zbiorniki paliwa w osłonach biegnących wzdłuż nadwozia. Takie rozwiązanie poprawiło rozkład masy oraz prowadzenie pojazdu, ponieważ samochód nie miał obciążonego tyłu. Osłony te oczyszczały również przestrzeń pomiędzy kołami, likwidując w ten sposób turbulencje, które na ogół występowały w tym miejscu u konkurencji.
W samochodzie zastosowano umieszczony wzdłużnie z przodu silnik Lancia DS50 o pojemności 2 489 cm³. Był to silnik widlasty o ośmiu cylindrach, chociaż większość rywali stosowała silniki rzędowe. Rozwijał on moc maksymalną 260 KM przy pomocy czterech gaźników Solex. Jednostka ta była nachylona pod kątem 12 stopni, dzięki czemu pełniła rolę elementu nośnego nadwozia, jako że pochylenie umożliwiło poprowadzenie wału napędowego pod kokpitem z lewej strony, przez co kierowca siedział niżej – co także poprawiło rozkład masy. Również pięciobiegowa skrzynia biegów poprawiała rozkład masy, będąc integralną częścią tylnej osi.
W samochodzie zastosowano popularne ówcześnie hamulce bębnowe. Na zawieszenie składały się podwójne rurowe wahacze z przodu oraz tylna oś De Dion. Samochód dysponował stosunkowo niewielką masą 620 kg i rozwijał prędkość około 300 km/h.
Unikalna konstrukcja D50 powodowała, że samochód doskonale trzymał się drogi i w ogóle się nie ślizgał, w przeciwieństwie np. do Maserati 250F.

## D50 w wyścigach
Samochód zadebiutował w Grand Prix Hiszpanii 1954. Jego kierowca, Alberto Ascari, zdobył wówczas pole position i najszybsze okrążenie, ale wycofał się po 10 okrążeniach po awarii sprzęgła. Sezon 1955 Ascari rozpoczął od dwóch zwycięstw w przedsezonowych wyścigach we Włoszech. Podczas Grand Prix Monako 1955 Ascari wpadł do wody. Włoch przeżył, ale zginął kilka tygodni później podczas testu sportowego samochodu Ferrari.
Nie mając czołowego kierowcy i przeżywając problemy finansowe, Lancia postanowiła wycofać się z Formuły 1 i sprzedać D50 Ferrari. Samochodem przemianowanym na Ferrari D50 Juan Manuel Fangio zdobył tytuł mistrza świata w roku 1956. Ferrari D50 ścigało się w Formule 1 do sezonu 1957.

## Dalsze losy modelu
Zbudowano sześć egzemplarzy modelu. Jednakże po wycofaniu się Lancii z wyścigów cztery z nich zostały zniszczone. Dwa pozostałe znajdują się we włoskich muzeach i po zakończeniu rywalizacji w Formule 1 rzadko brały udział w pokazach. Jednakże przetrwało wiele silników i skrzyń biegów, przez co zbudowano przynajmniej siedem replik D50. Budowniczy tych replik otrzymali pełny dostęp do oryginalnych samochodów, co umożliwiło im wierne odtworzenie modelu D50.

## Wersje "streamliner"
Na wzór Mercedesa W196 zostały opracowane wersje "streamliner" modelu D50 z bardzo opływowym nadwoziem. Prace nad takim nadwoziem po raz pierwszy Lancia rozpoczęła w 1955 roku, jeszcze przed sprzedażą mienia do Ferrari. Nadwozie to jednak nie zostało ukończone.
W 1956 roku Ferrari przeprojektowało nadwozie 0006 i wystawiło je do treningów przed Grand Prix Francji. Nadwozie Ferrari D50 "streamliner" było podobne do wersji opracowanej przez Lancię. Samochód prowadzony wówczas przez Eugenio Castellottiego okazał się niestabilny przy bocznym wietrze. Później usunięto tylne owiewki, przez co samochód był znacznie bardziej stabilny. Nie był on jednak szybszy od normalnych pojazdów i nie wziął nigdy udziału w wyścigu.

## Wyniki w Formule 1
| Legenda oznaczeń w tabelach wyników Wyświetl szablon na nowej stronie | Legenda oznaczeń w tabelach wyników Wyświetl szablon na nowej stronie                                                                     |
| Oznaczenie                                                            | Wyjaśnienie |
| --------------------------------------------------------------------- | --- |
| Złoty                                                                 | Zwycięzca lub mistrzostwo |
| Srebrny                                                               | 2. miejsce lub wicemistrzostwo |
| Brązowy                                                               | 3. miejsce lub II wicemistrzostwo |
| Zielony                                                               | Ukończył, punktował (w klasyfikacji generalnej, gdy zdobył co najmniej jeden punkt na przestrzeni sezonu, poza trzema powyższymi opcjami) |
| Niebieski                                                             | Ukończył, nie punktował (w klasyfikacji generalnej, gdy nie zdobył co najmniej jednego punktu na przestrzeni sezonu)                      |
| Czerwony                                                              | Nie zakwalifikował się (NZ) |
| Czerwony                                                              | Nie prekwalifikował się (NPK) |
| Różowy                                                                | Nie ukończył (NU) |
| Różowy                                                                | Niesklasyfikowany (NS) (w klasyfikacji generalnej, gdy nie został sklasyfikowany w żadnym wyścigu sezonu)                                 |
| Czarny                                                                | Zdyskwalifikowany (DK) |
| Czarny                                                                | Wykluczony (WYK/EX) |
| Biały                                                                 | Nie wystartował (NW) |
| Biały                                                                 | Kontuzjowany (K/INJ) |
| Biały                                                                 | Wyścig odwołany (OD/C) |
| Bez koloru                                                            | Został wycofany (WYC/WD) |
| Bez koloru                                                            | Nie przybył (NP/DNA) |
| Bez koloru                                                            | Nie brał udziału w treningach (NT/DNP) |
| Bez koloru                                                            | Nie został zgłoszony (–) |
| Pogrubienie                                                           | Start z pole position |
| Kursywa                                                               | Najszybsze okrążenie wyścigu |
| †                                                                     | Nie ukończył, ale jego rezultat został zaliczony ze względu na przejechanie więcej niż 90% dystansu wyścigu.                              |
| *                                                                     | Sezon w trakcie |
| 1/2/3                                                                 | Punktowana pozycja w sprincie kwalifikacyjnym                                                                                             |
| Lista systemów punktacji Formuły 1                                    | |

Do roku 1957 włącznie nie przyznawano punktów w klasyfikacji konstruktorów.

### Lancia D50
| Sezon | Zespół          | Silnik    | Opony | Kierowcy            | 1        | 2   | 3   | 4   | 5   | 6   | 7   | 8   | 9   | Pkt. | Msc. |
| ----- | --------------- | --------- | ----- | ------------------- | -------- | --- | --- | --- | --- | --- | --- | --- | --- | ---- | ---- |
| 1954  | Scuderia Lancia | Lancia V8 | P     |                     | ARG      | 500 | BEL | FRA | GBR | DEU | CHE | ITA | ESP | –    | –    |
| 1954  | Scuderia Lancia | Lancia V8 | P     | Alberto Ascari      |          |     |     |     |     |     |     |     | NU  | –    | –    |
| 1954  | Scuderia Lancia | Lancia V8 | P     | Luigi Villoresi     |          |     |     |     |     |     |     |     | NU  | –    | –    |
| 1955  | Scuderia Lancia | Lancia V8 | P     |                     | ARG      | MCO | 500 | BEL | NLD | GBR | ITA |     |     | –    | –    |
| 1955  | Scuderia Lancia | Lancia V8 | P     | Alberto Ascari      | NU       | NU  |     |     |     |     |     |     |     | –    | –    |
| 1955  | Scuderia Lancia | Lancia V8 | P     | Luigi Villoresi     | NU / NU1 | 5   |     |     |     |     |     |     |     | –    | –    |
| 1955  | Scuderia Lancia | Lancia V8 | P     | Eugenio Castellotti | NU2      | 2   |     | NU  |     |     |     |     |     | –    | –    |
| 1955  | Scuderia Lancia | Lancia V8 | P     | Louis Chiron        |          | 6   |     |     |     |     |     |     |     | –    | –    |

1 Jechał na zmianę z Eugenio Castellottim.

2 Jechał na zmianę z Luigi Villoresim.

### Ferrari D50
| Sezon | Zespół           | Silnik     | Opony | Kierowcy              | 1       | 2         | 3   | 4   | 5   | 6        | 7        | 8       | Pkt. | Msc. |
| ----- | ---------------- | ---------- | ----- | --------------------- | ------- | --------- | --- | --- | --- | -------- | -------- | ------- | ---- | ---- |
| 1955  | Scuderia Ferrari | Ferrari V8 | E     |                       | ARG     | MCO       | 500 | BEL | NLD | GBR      | ITA      |         | –    | –    |
| 1955  | Scuderia Ferrari | Ferrari V8 | E     | Giuseppe Farina       |         |           |     |     |     |          | NU       |         | –    | –    |
| 1955  | Scuderia Ferrari | Ferrari V8 | E     | Luigi Villoresi       |         |           |     |     |     |          | NU       |         | –    | –    |
| 1956  | Scuderia Ferrari | Ferrari V8 | E     |                       | ARG     | MCO       | 500 | BEL | FRA | GBR      | DEU      | ITA     | –    | –    |
| 1956  | Scuderia Ferrari | Ferrari V8 | E     | Juan Manuel Fangio    | NU / 1  | 43        |     | NU  | 4   | 1        | 1        | 83 / 25 | –    | –    |
| 1956  | Scuderia Ferrari | Ferrari V8 | E     | Eugenio Castellotti   | NU      | 42 / NU   |     | NU  | 2   | 104      | NU / NU1 | 82 / NU | –    | –    |
| 1956  | Scuderia Ferrari | Ferrari V8 | E     | Luigi Musso           | 12      | NU        |     |     |     |          | NU3      | NU      | –    | –    |
| 1956  | Scuderia Ferrari | Ferrari V8 | E     | Peter Collins         |         | 2         |     | 1   | 1   | NU / 24  | NU / NU4 | 2       | –    | –    |
| 1956  | Scuderia Ferrari | Ferrari V8 | E     | Paul Frère            |         |           |     | 2   |     |          |          |         | –    | –    |
| 1956  | Scuderia Ferrari | Ferrari V8 | E     | André Pilette         |         |           |     | 6   |     |          |          |         | –    | –    |
| 1956  | Scuderia Ferrari | Ferrari V8 | E     | Alfonso de Portago    |         |           |     |     | NU  | 103 / 25 | NU5      | NU      | –    | –    |
| 1956  | Scuderia Ferrari | Ferrari V8 | E     | Olivier Gendebien     |         |           |     |     | NU  |          |          |         | –    | –    |
| 1956  | Scuderia Ferrari | Ferrari V8 | E     | Wolfgang von Trips    |         |           |     |     |     |          |          | NW      | –    | –    |
| 1957  | Scuderia Ferrari | Ferrari V8 | E     |                       | ARG     | MCO       | 500 | FRA | GBR | DEU      | PES      | ITA     | –    | –    |
| 1957  | Scuderia Ferrari | Ferrari V8 | E     | Peter Collins         | NU / 66 |           |     |     |     |          |          |         | –    | –    |
| 1957  | Scuderia Ferrari | Ferrari V8 | E     | Luigi Musso           | NU      |           |     |     |     |          |          |         | –    | –    |
| 1957  | Scuderia Ferrari | Ferrari V8 | E     | Eugenio Castellotti   | NU      |           |     |     |     |          |          |         | –    | –    |
| 1957  | Scuderia Ferrari | Ferrari V8 | E     | Mike Hawthorn         | NU      | NU11 / NU |     |     |     |          |          |         | –    | –    |
| 1957  | Scuderia Ferrari | Ferrari V8 | E     | Wolfgang von Trips    | 67      | NU10      |     |     |     |          |          |         | –    | –    |
| 1957  | Scuderia Ferrari | Ferrari V8 | E     | Cesare Perdisa        | 68      |           |     |     |     |          |          |         | –    | –    |
| 1957  | Scuderia Ferrari | Ferrari V8 | E     | Alfonso de Portago    | 59      |           |     |     |     |          |          |         | –    | –    |
| 1957  | Scuderia Ferrari | Ferrari V8 | E     | José Froilán González | 54      |           |     |     |     |          |          |         | –    | –    |

1 Jechał na zmianę z Luigim Musso.

2 Jechał na zmianę z Juanem Manuelem Fangio.

3 Jechał na zmianę z Eugenio Castellottim.

4 Jechał na zmianę z Alfonso de Portago.

5 Jechał na zmianę z Peterem Collinsem.

6 Jechał na zmianę z Wolfgangiem von Tripsem oraz Cesare Perdisą.

7 Jechał na zmianę z Peterem Collinsem oraz Cesare Perdisą.

8 Jechał na zmianę z Peterem Collinsem oraz Wolfgangiem von Tripsem.

9 Jechał na zmianę z José Froilánem Gonzálezem.

10 Jechał na zmianę z Mikiem Hawthornem.

11 Jechał na zmianę z Wolfgangiem von Tripsem.